# Rimito
Rimito (finska: Rymättylä) var en kommun i landskapet Egentliga Finland. Rimito hade 2 040 invånare och en yta på 150,11 km². Kommunen bestod av ett antal öar, och huvudön har fast landsvägsförbindelse sedan 1970. I väster finns Velkua och en del av Korpo öar, i öster fjärden Erstan och i söder Ominaisfjärden. Den 1 januari 2009 gick Rimito samt staden Nådendal och kommunerna Merimasku och Velkua samman och bildade nya Nådendals stad.
Rimito var enspråkigt finskt.

## Historia

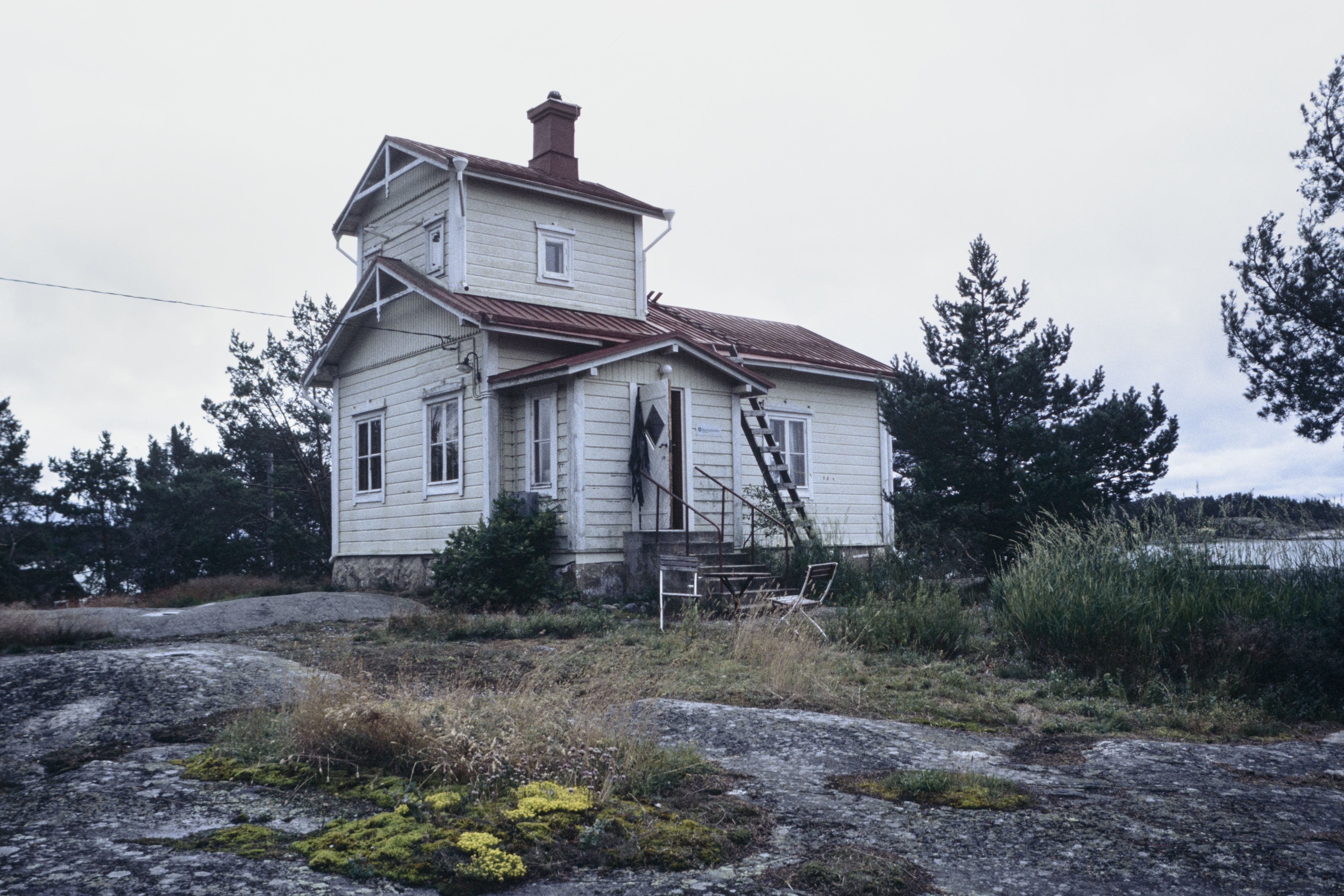
Ruotsalais lotstation i Rimito.

Fram till 1960-talet karakteriserades kommunen av fast jordbrukar- och fiskarbefolkning. På 1960-talet började sommarstugor byggas och snart dominerade sommargästerna. Från 2000-talet har det skett inflyttning av nya fastboende som pendlar till jobb på fastlandet.
Det är typiskt för finska Rimito-dialekten att ha många lånord från svenska. Även komparationsformerna är speciella.

### Medeltiden
Rimito har starka bondetraditioner och byn har legat längs med skeppsrutten Åbo–Stockholm sedan lång tid. Som fiskesocken var Rimito känd redan tidigt. Domarnas förordningsbrev om fiske finns bevarade från 1200-talet. Den äldsta delen av Rimito Sankt Jakobs kyrka är från 1300-talet. Rimito församling omnämns första gången 1385. 

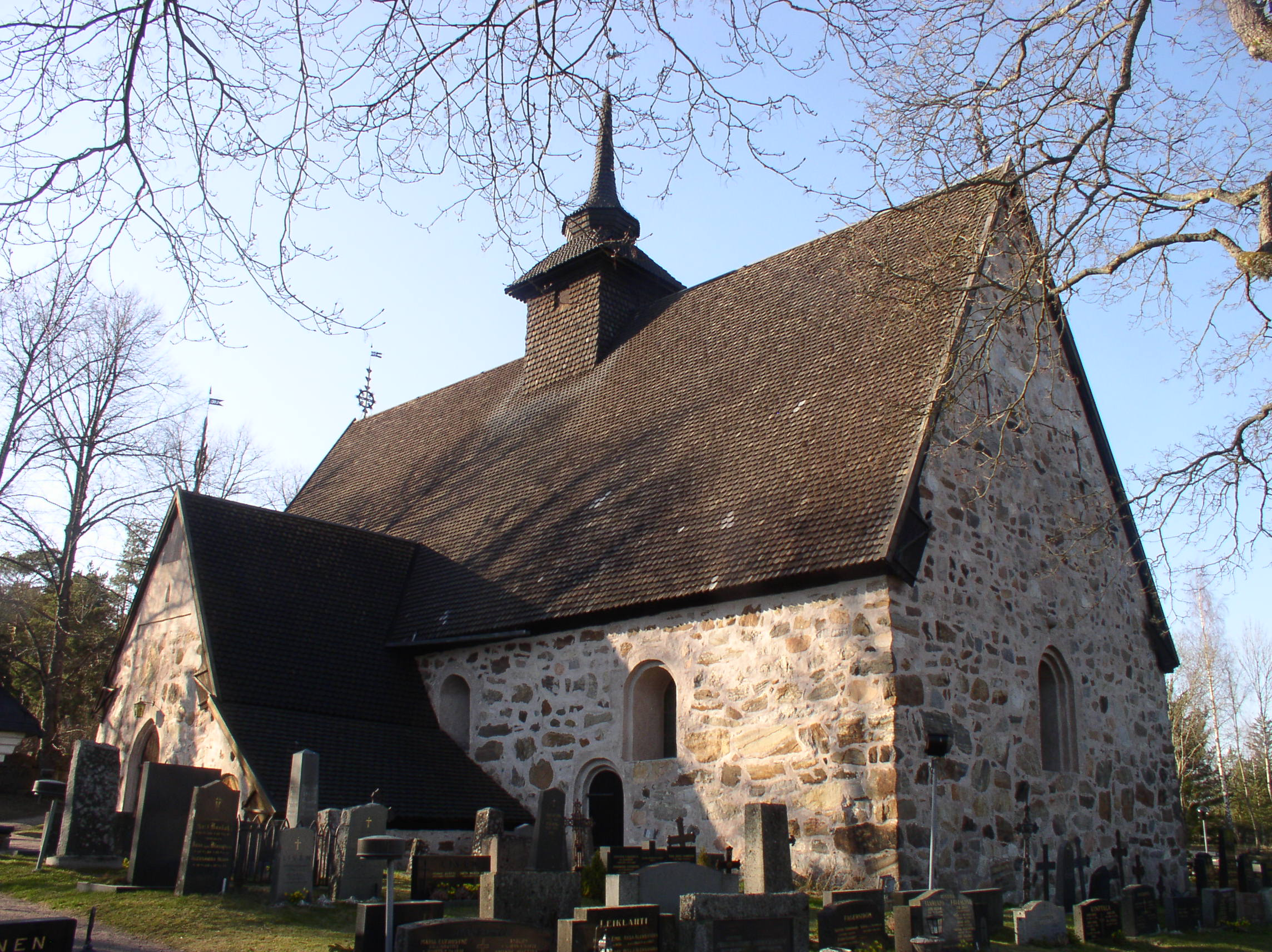
Rimito kyrka

### 1800-talet
Rimito-Merimasku lantbruks- och fiskesällskap grundades år 1897. Verksamheten var livlig redan från början, trots att långa avstånd försvårade verksamheten. Delvis på grund av detta lämnade medlemmarna i Merimasku sällskapet och grundade sitt eget lantbrukssällskap år 1918. I början var hästavel den viktigaste verksamheten, medan mekaniseringen av jordbruket samt tillhörande utbildningar och information var andra viktiga frågor.

### Andra världskriget
Moskvafreden, som var relaterad till Finlands deltagande i andra världskriget, tvingade invånarna att flytta från öarna i Finska viken efter att de överlämnades till Sovjetunionen i mars 1940. Från ön Seitskär tvingades cirka 700 personer att flytta, och de flesta av dem placerades i sydvästra skärgården, Rimito, Merimasku och Gustavs. Till Rimito flyttade  ett tiotal familjer. Förutom invånarna på Seitskär flyttade bland annat boende från Björkö  till Rimito, av vilka tio familjer köpte hela ön Pakinais.
Under kriget fanns det sex folkskolor i Rimito. De evakuerade försörjde sig genom fiske, och vid den tiden fanns det nio stora notlag i Rimito. Efter kriget flyttade de flesta evakuerade närmare sina hemorter och endast ett fåtal stannade kvar på sin placeringsort.

## Näringar

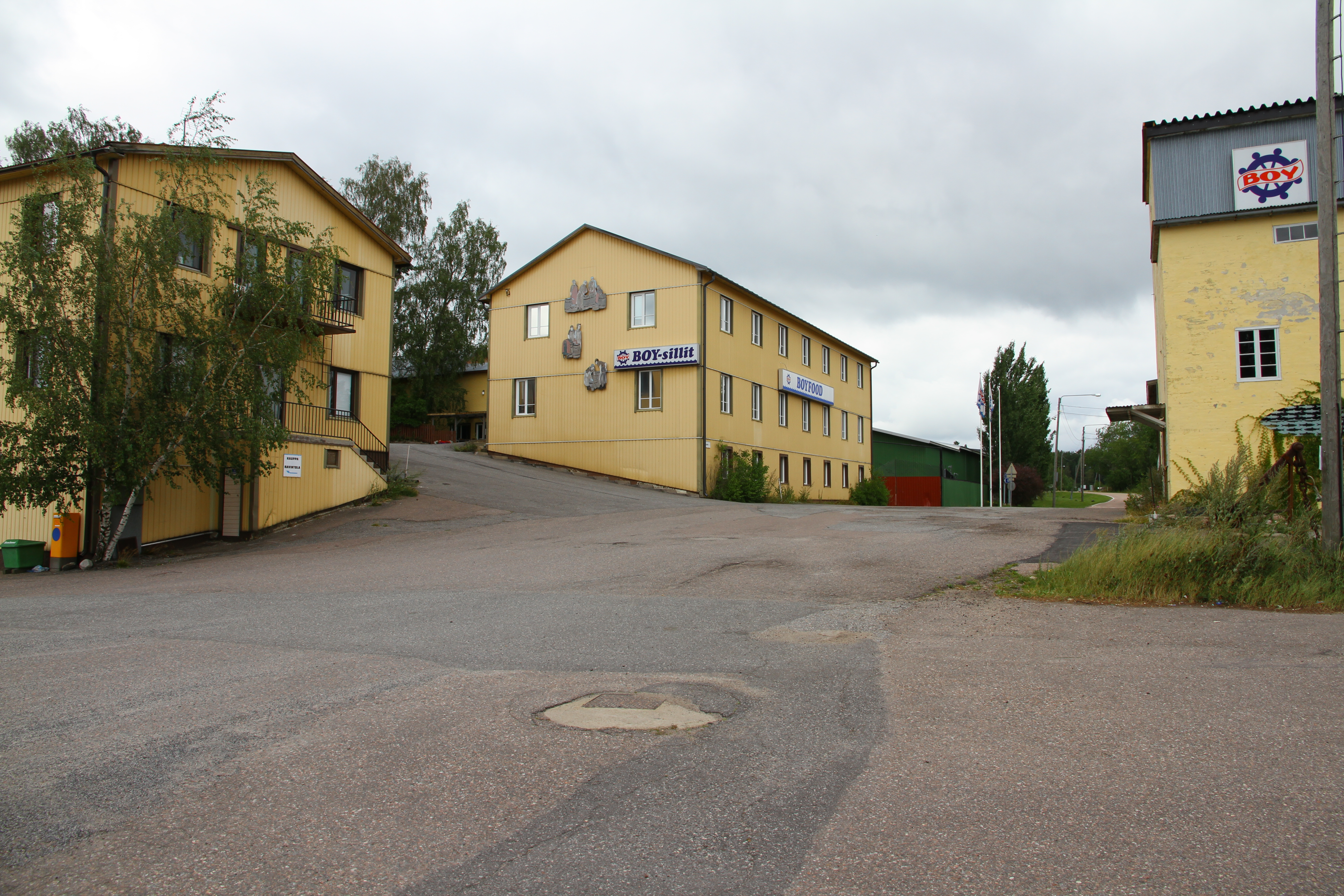
Boyfoods gamla sillfabrik i Röölä.

Viktiga näringar var jordbruk (bland annat färskpotatis), fiskkonserver och småbåtsvarv. Relativt nya industrier är industrirobotar och ytbehandling.
- Fiskindustri – Boyfoods sillfabrik var verksam i Röölä fram till 2014.
- Båtindustri – Terhi.
- Möbelindustri – Bistro-Tuote tillverkar storköksmöbler, Tonester möbler av återvunnen plast.
- Elektroteknisk industri – Kine Robot Solutions.

## Geografi
Det finns över 400 öar i Rimito. Ortens huvudö, där även kyrkbyn är belägen, heter Otava. Otava är den femte största havsön i Finland efter Fasta Åland, Kimitoön, Karlö och Replot.

### Byar
Lista över byar i Rimito:

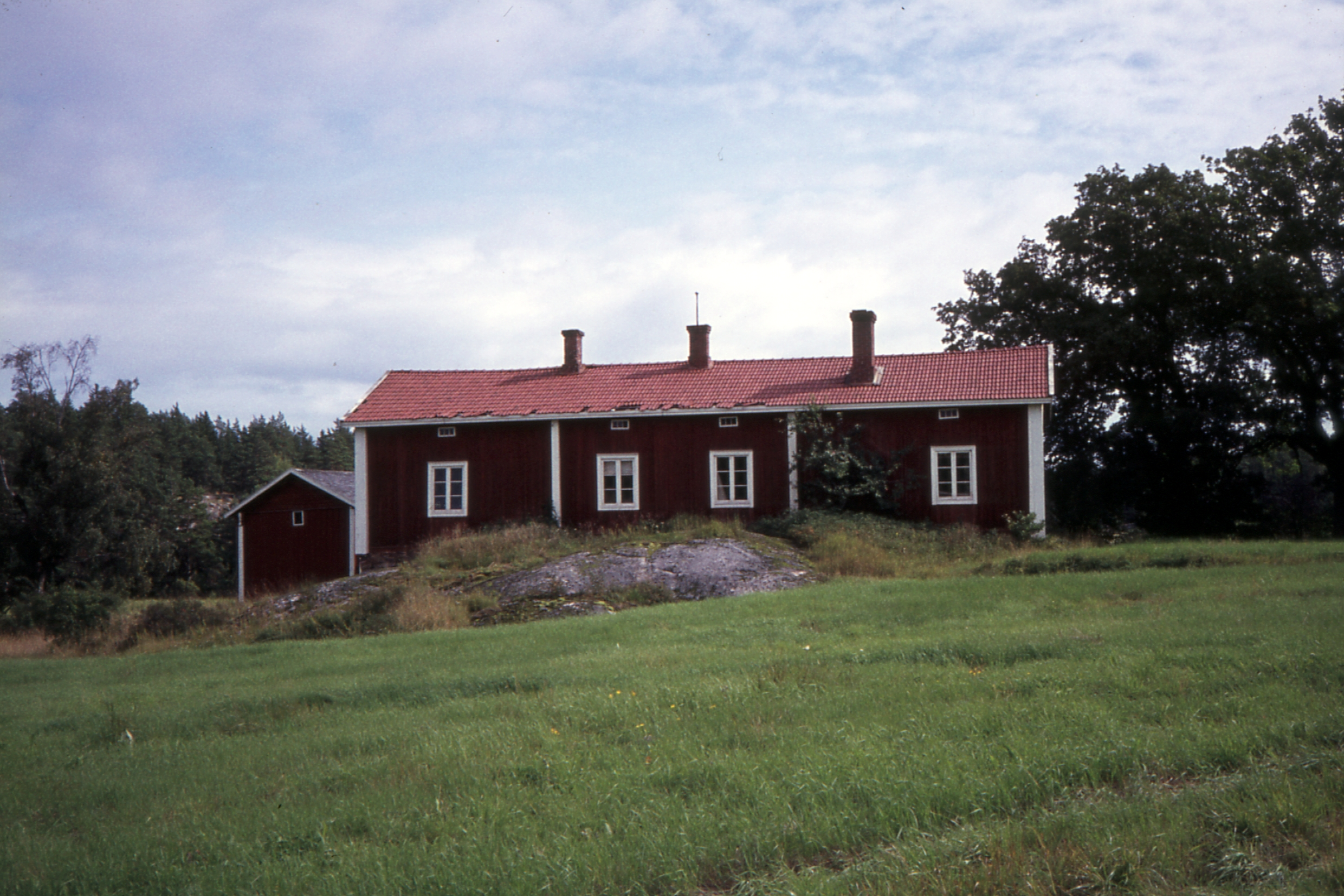
Lookila enstaka hemman i Rimito.

Aatila, Aasluoto, Ahteentaka, Ajola, Alakylä, Ampuminmaa, Antola, Anttila, Autuis (finska: Autuinen), Brunnila, Hanga (finska: Hanka), Hankaanperä, Heinäis (finska: Heinäinen), Hintsala, Hämmärö, Hämölä, Stor Poiko (finska: Isopoikko), Järvenperä, Kaarniitta, Kaastla, Kauppila, Kepuinen, Kinttala, Kirjala, Knaapila, Koisaari, Koivusaari, Kuivanen, Kurala, Kuris (finska: Kurinen), Kurjanrauma, Leikkis (finska: Leikkinen), Leiklax (finska: Leiklahti), Lookila, Maanpää, Maisaari, Maskulainen, Meinikkala, Metsäpoikko, Montola, Paavais (finska: Paavainen), Pakinais (finska: Pakinainen), Peräis (finska: Peräinen), Poikko, Pornais (finska: Pornainen), Pulkkala, Prästgården, Raulax (finska: Raula), Riiainen, Riittiö, Ruokorauma, Ruotsalais (finska: Ruotsalainen), Röölä, Saarla, Salo, Santala, Seppälä, Suikkila, Suutarla, Taipale, Tanila, Valtainen, Vanhakylä, Veluis (finska: Veluinen), Viljais (finska: Viljainen), Ylikylä, Ylttinen, Åjais (finska: Ojainen), Åkala (finska: Okala) och Äijälä.

### Öar
Här finns också öarna Krampen, Ruotsalais, ytterligare några större öar och en stor mängd småöar. Sundet Sattesund har svenskt namn. Lockvattnet är en fjärd mellan Rimito och Korpo.

### Herrgårdar
Viljais gård är centrum för ett medeltida gårdslän.

### Lägergårdar
Åbo stad och Åbo och S:t Karins kyrkliga samfällighet har lägergårdar på Rimito, Vienola respektive Kunstenniemi.

## Kultur

### Sevärdheter
- Rimito Sankt Jakobs kyrka – medeltida stenkyrka.
- Maskulainen hembygdsmuseum – hembygdsmuseum i byn Maskulainen
- Notdragarstatyn – konstnär Raimo Äijäläs skultpur från 1977 ligger nära tidigare kommunhuset.
- Veteranstatyn –  skulptur tillverkad av smidesmästare Renny Terä 1992.
- Karhuvuori luftbevakningstorn
- Herrankukkaro - en upplevelsegård bildat omkring en gammal fiskegård.
- Den kortare varianten av Skärgårdens ringväg, Lilla ringvägen, går genom hela Rimito.

### Välkända rimitobor
- Jukka Alihanka (1949–2013), läkare, tonsättare och textförfattare, bodde i Rimito
- Aki Berg (f. 1977), ishockeyspelare
- Lauri Heikkilä (1957–2024), politiker
- Ilkka Kantola (f. 1957), riksdagsledamot
- Tapio Laakso (f. 1985), ishockeyspelare
- Zefanias Suutarla (1834–1908), bonde och lantdagsledamot